# Бухта Север
Бухта Север — нефтеналивной терминал на Северном морском пути в Енисейском заливе. Расположен на западе полуострова Таймыр в 40 км южнее посёлка Диксон.
Первая команда строителей с тяжёлой строительной техникой прибыла весной 2021 года.
Терминал является узловым в проекте «Восток Ойл», общая стоимость которого оценивается в 10 трлн рублей.
Первую очередь порта мощностью до 30 млн тонн нефти в год планируют сдать к 2024 году. К 2030 году, после реализации второй и третьей очередей, планируется увеличение объема нефтеперевалки до 100 млн тонн.
Ресурсная база составляет 6 млрд тонн премиальной малосернистой нефти. Расположение порта позволит экспортировать нефть как на европейские, так и на азиатские рынки.

## Строительство первой очереди
Работы по первой очереди разбиты на три этапа. Общая длина вводимого причального фронта терминала в рамках первой очереди составит 1275,9 м. Дедвейт танкеров — до 120 тыс. тонн. Максимальный  объем перевалки нефти с использованием инфраструктуры первой очереди планируется довести до 30 млн тонн в год.
В качестве ресурсной базы первой очереди выступает Пайяхское месторождение. Для этого планируется строительство двухниточного магистрального нефтепровода протяженностью 413 км диаметром 800 мм. Расчетное время простоя нефтетерминала по погодным условиям составляет 7 суток. Во время простоя нефть будет накапливаться на приемо-сдаточном пункте (ПСП). Проектный диаметр нефтепровода от ПСП до терминала — 1200 мм.
В 2019 году терминал включён в схему территориального планирования Российской Федерации в области федерального транспорта.
В марте 2021 года Главгосэкспертиза России выдала положительное заключение на строительство объектов первой очереди терминала, генеральным проектировщиком которой является АО «ЛенморНИИпроект». Строительство первой очереди ведется «Таймырнефтегаз-Порт».

### Первый этап
Запланировано строительство причала портофлота и причалов для выгрузки строительных грузов мощностью 0,88 млн тонн в год. Выполнение берегоукрепительных работ, строительство контрольно-пропускного пункта, эстакады для досмотра автотранспорта, ремонтно-механических мастерских, площадки для хранения генеральных грузов и заправки погрузчиков. Установка трансформаторных подстанций. Строительство эстакады для инженерных сетей и вспомогательных зданий и сооружений.
Строительные работы по первому этапу начались весной 2021 года. Суда ледового класса доставили 20 тысяч тонн грузов таких как: тяжелая строительная техника, вахтовые жилые комплексы, оборудование связи и материалы для обустройства промысловых городков.
Для доставки вахтовых работников используются воздушные суда НК «Роснефть» летающие по маршруту аэропорт «Норильск — Диксон — Бухта Север».
В августе 2021 года произведён запрос коммерческих предложений на строительство первого участка нефтепровода «Пайяха — НПС-1».

### Второй этап
Технологические причалы и объекты терминала для отгрузки 26,1 млн тонн нефти в год. Также в ходе этапа выполнят обустройство участка мойки и площадки обслуживания бонов, построят открытый склад для контейнеров с оборудованием и проложат технологический трубопровод. На территории терминала разместят буферную емкость дизельного топлива, блок системы измерений количества и качества нефти, насосную станцию откачки, комплекс конденсации и рассеивания, нагнетательную установку и другие базовые производственные объекты.
Для вывоза продукции на судостроительной верфи «Звезда» размещен заказ на серию из 10 танкеров-челноков высокого ледового класса Arc7 дедвейтом 120 тысяч тонн. Также потребуется два рейдовых перевалочных комплекса.

### Третий этап
Обустройство акватории порта, установка навигационного оборудования и системы обеспечения безопасности мореплавания.

## Проектирование второй и третьей очереди
2 июня 2021 года «Восток Ойл» и АО «ЛенморНИИпроект» заключили контракт на выполнение проектно-изыскательских работ по второй и третьей очереди морского терминала.
Строительство второй очереди планируется к 2027 году с увеличением отгрузки до 50 млн тонн в год. В качестве ресурсной базы второй очереди рассматривается Пайяхская группа месторождений. Запасы которой оцениваются в 1,2 млрд тонн нефти.
Третья очередь планируется к 2030 году с общей отгрузкой до 100 млн тонн в год. Для вывоза такого объема потребуется около 30 танкеров-челноков дедвейтом 120 тыс. тонн и 6 рейдовых перевалочных комплексов.

## СПГ и уголь
Прорабатывается возможность строительство СПГ и угольного терминала. Ресурсная база по газу оценивается в 128 млрд м³. Прогнозные ресурсы Таймырского угольного бассейна составляют 186 млрд тонн. Также возможна сезонная перевалка грузов, доставляемых по Енисею.
В августе 2021 года также в Енисейском заливе началось строительство дамбы для угольного терминала Енисей. К этому времени завершалось строительство первого этапа автомобильной дороги от морского порта «Енисей» до будущей обогатительной фабрики и угольного разреза на Сырадасайском месторождении.